# Ihar Kuzmyanok
Ihar Andreyevich Kuzmyanok (tiếng Belarus: Ігар Андрэевiч Кузьмянок; tiếng Nga: Игорь Андреевич Кузьменок; sinh 6 tháng 7 năm 1990) là một cầu thủ bóng đá Belarus. Tính đến năm 2018, anh thi đấu cho Shakhtyor Soligorsk.

## Danh hiệu
Gomel
- Vô địch Cúp bóng đá Belarus: 2010–11
- Vô địch Siêu cúp bóng đá Belarus: 2012

Shakhtyor Soligorsk
- Vô địch Cúp bóng đá Belarus: 2013–14